# 2C-D
2C-D – organiczny związek chemiczny, psychodeliczna substancja psychoaktywna z rodziny 2C. Po raz pierwszy została otrzymana przez Alexandra Shulgina. Zgodnie z jego książką PiHKAL dawkowanie 2C-D waha się w granicach 20–80 mg. Badano działanie 2C-D jako potencjalnego leku nootropowego, jednak z miernym rezultatem. 2C-D zwykle zażywane jest doustnie, może być jednak wciągane do nosa. Podawana w ten sposób działa znacznie mocniej, aczkolwiek powoduje silny ból.
Niewiele wiadomo o toksyczności 2C-D. Zgodnie z PiHKAL efekty działania tej substancji utrzymują się 4 do 6 godzin. Hanscarl Leuner badał przydatność 2C-D w psychoterapii.